# Sierra El Tarillal
La sierra El Tarillal, también llamada El Tariyal, es una montaña en los municipios de Arteaga, Coahuila y Santa Catarina y Santiago, Nuevo León; México. La cresta de la montaña es límite entre estos dos estados a lo largo de aproximadamente 5,5 km. La montaña forma parte de la Sierra Madre Oriental y la parte que queda en territorio de Nuevo León forma parte del parque nacional Cumbres de Monterrey. La cima está a 3276 metros sobre el nivel del mar y es el punto más alto del municipio de Santa Catarina. La cresta tiene aproximadamente 17,5 kilómetros de largo. Alrededor de la Sierra el Tarillal está escasamente poblado.
La sierra está rodeada por la sierra El Caballo, el cerro El Escorpión, la sierra San Juan Bautista, la sierra El Álamo y el cerro Los Ángeles.
La temperatura media anual en es 14 °C, el mes más caluroso es junio, cuando la temperatura promedio es 20 °C, y el más frío es enero, con 7 °C. La precipitación media anual es 766 milímetros, el mes más húmedo es septiembre con un promedio de 226 mm de precipitación, y el más seco es febrero con 19 mm de precipitación.